# Orkok (Középfölde)
J. R. R. Tolkien műveiben az orkok egy torz kinézetű és rosszindulatú faj, akik általában Középfölde hatalmasabb és kevésbé hatalmas gonosz szereplőinek (Morgoth, Szauron és Szarumán) állnak szolgálatában, azok katonái, bár az is előfordul (különösen A hobbit című meseregényben), hogy a saját szakállukra tevékenykednek. Nagyjából megfelelnek az észak- és nyugat-Európai mitológia koboldjainak (manók, goblinok).
Bár nem ostobák, és a mesterségekhez is értenek, szánnivaló lényként jelennek meg Tolkiennél. Mindenkit gyűlölnek még önmagukat és gazdájukat is beleértve, akiket csak félelemből szolgálnak. Nem alkotnak szép dolgokat, csakis a pusztítás céljából készítenek eszközöket.

## Tolkien orkjai az irodalom orkjai között
A humanoid, szárazföldi ork faj Tolkien műve. Írásaiban az orkok emberszabású, az átlag embernél valamivel alacsonyabb, jobbára barlangokban lakó, torz alkatú, karikalábú és hosszú karú, csúf, mocskos és mindenestől gonosz lények. Éjjeli lények: legtöbb fajtájuk a napot nem képes elviselni (de még az erős holdfényt is nehezen).
Más értelmes fajták húsát és a döghúst is megeszik, és általában csak pusztítani képesek, alkotni pedig csak gonosz dolgokat (mint fegyverek és egyszerűbb ostromgépek).
Bár nem félkegyelműek, de általában buta és szerencsétlen lényekként ábrázolja őket, akik a szavakat tönkreteszik (ez egy olyan nyelvésztől mint Tolkien valódi sértés): a káromkodásokkal teli, obszcén, cinikus és agresszivitásra ösztönző verbális és gesztusnyelvet Tolkien többször is ork-beszédnek titulálja.
Az orkoknak több fajtája is van. Törzsi szervezetben élnek, minden törzs a maga külön nyelvjárását beszéli. A vadászaton és gyűjtögetésen kívül általában rablásból élnek, vagy pedig náluknál nagyobb gonosz erőket, urakat és birodalmakat szolgálnak katonaként (a két utóbbi tevékenység persze közel sem zárja ki egymást). Tolkien eredeti írásában az „ork” szó orch, többes száma yrch.
Bár gyűlölik az élet majd minden formáját, szükség esetén képesek együttműködni más fajokkal, még Ilúvatar saját vagy fogadott gyermekeinek gonoszabbjaival is, úgy emberekkel, mint törpökkel; leggyakrabban azonban Morgoth teremtményeivel, a wargokkal szövetségben tevékenykednek, utóbbiak még azt is megengedik nekik, hogy hátukat megüljék. Foglyaikat nem mindig eszik meg (bár ez is előfordul), sokkal gyakoribb, hogy sötét barlangjaik mélyén rabszolgaként dolgoztatják őket, míg a kegyetlen bánásmódtól, éhezéstől és sötétségtől meg nem halnak.
Eredetük ismeretlen, csak annyi biztos, hogy Melkor hozta létre őket. Hogy teremtette-e, az kérdéses, mivel ő gonosszá válásakor gyakorlatilag elveszítette teremtő hatalmát. A tündék azt tartották, hogy az első orkok az elfogott tündék megrontásával, megnyomorításával keletkeztek.
A szilmarilok így ír erről: „Eressea bölcsei mégis úgy tartják, hogy azokat a quendeket, akik még Utumno eleste előtt Melkor kezébe kerültek, börtönbe vetették ott, s lassú kegyetlenséggel megrontották és rabságba törték; így tenyésztette ki Melkor – a tündék iránti irigységből és ocsmány gúnyból – az orkok förtelmes fajtáját, amelyek aztán a tündék legelszántabb ellenségei lettek.”

### Az orkok fajtái
- Hegyi orkok: kis termetűek, a Ködhegység barlangjaiban és Mória bányáiban élnek. A kobold (goblin) szót általában rájuk alkalmazzák. A napfénytől rosszul lesznek. A nagyobb fajta orkok a „kukac” gúnynevet használják rájuk. A kiegészítő és támogató harci feladatokat (nyomkövetés, felderítés) általában ők végzik, és kiváló íjászok. Szaglásuk kiváló és éjjel-látók.
- Mordori fekete urukok: Nagyobb termetű ork fajta. Ezek alkotják Szauron katonaságának jelentős részét.
- Uruk-hai: A legnagyobb termetű orkok, ezeket Szarumán tenyésztette ki, a fekete urukok és más fajok (egyesek szerint emberek) keresztezéséből. Nagy termetűek. Az egyetlen ork-fajta, amely jól viseli a napfényt. Hatalmas távolságokat képesek pihenés és élelem nélkül megtenni, gyűlöletük Ilúvatar gyermekei iránt még félelmüket is legyőzi. Az ork fajok közül a legerősebbek és legszívósabbak. Íjászként és könnyű- vagy nehézgyalogosként is beválnak, a mordori orkokkal ellentétben inkább az északi emberekéhez hasonló stílusú fegyvereket (nagy tiszafa íjat és pajzsot, ork-szablya helyett pedig rövidebb, széles pengéjű, kétélű kardot) viselnek.[1]
- Snagák (rabszolgák): őket nem láthatjuk A Gyűrűk Urában, de szó esik róluk. Ezt a szót a Fekete nyelvből vették át a Nyugati népek. Jelentése rabszolga, szolgálóm, de ezt csak az Uruk-hai-ok használták rájuk.(A Gyűrűk Ura; 1985)

Nem tudni, az Első Sötét Úr, Morgoth orkjai vajon az előző fajták valamelyikébe tartoztak-e. Mivel A szilmarilok erős, nagy termetű és komisz fajként ír róluk, de uruk-haik biztosan nem lehetnek (lévén az utóbbi fajta harmadkori eredetű) vélhetően többé-kevésbé megegyeznek a mordori fekete orkokkal. Az Óidők csatáiban ezen lények vasfegyverzetet, nagy vaspajzsokat és vaspáncélzatot viseltek, valamint széles pengéjű vaspallossal és hosszú vaslándzsákkal küzdöttek.
Tolkien (illetve hobbit és emberi karakterei) A Gyűrűk Urában említenek még ún. fél-orkokat is, ezek valójában emberek, akik arca azonban annyira hasonlít az orkokéra, hogy feltételezhetően ork vér is csörgedezik ereikben. Általában az „ellenség” (feltételezhetően leginkább Szarumán) kémeiként szolgálnak.

### Az orkok nyelve
Több változata van, minden ork-törzs a saját torz ork-nyelvét beszélni, ezért az orkok is a Közös Nyelvet használják egymás közti érintkezésre (amelyet Tolkien szerint éppolyan rondán beszélnek, mint a magukét). A törzsi ork-nyelvek mind a mordori nyelvből (Fekete beszéd) alakultak ki, a Gyűrű felirata is ezen íródott.
A Gyűrű szövegén kívül csak egy-két szó jelentését ismerjük vagy sejtjük orkul:
ghash = tűz
hai = főnök (?)
kapshū = öreg, vénember, Vén („vezető” értelemben is), Szarumánt nevezik így
snaga = szolga, de a fekete és az uruk-hai fajta orkok megvetően így nevezik a kisebb termetű ork-fajtákat is;
tark = gondori ember (átvétel tündéből, ld. quenya nyelven tarkil = númenori ember)
uruk = ork
hail = indulatszó, hahó! (?) vagy hé! (?)
Lugbūrz = Sötét Torony
golug = nolda, tünde
Ezen kívül ismerünk ismeretlen jelentésű ork-szavakat (glob, búbosh, skai, u , bagrong, sha, pushdug), indulatszavakat, illetve ork neveket: (Azog, Bolg, Grisnák, Uglúk, Lurtz, Lugdūs, Mauhúr, Ufthak, Hola, Sagrat, Gorbag).

### Név szerint ismert orkok betűrendben
Kevés orkot ismerünk név szerint. A fontosabbak:
- Azog – móriai ork-vezér, aki h. k. 2793-ban megöli a föld alatti birodalmat egykor uraló és a visszatérést megkísérlő törpök vezetőjét, Thrórt, és ezzel kirobbantja a ködhegységi ork-törp háborút. Ennek döntő csatájában (nanduhirioni csata) h. k. 2799-ben megöli Náint, a törpök vezérét is, de Náin fia Dáin a fejét veszi csatabárdjával.
- Bolg – Azog fia Bolg, az Öt Sereg Csatájában az ork-sereg vezére, a csatában Beorn, a bőreváltó ember megöli.
- Golfimbul – A Megyét fosztogató gram-hegyi orkok vezére, a hobbit Tuk Bandobras husángja egyetlen csapásával fejét veszi.
- Gorbag – Minas Morgul orkjainak (legalábbis az egyik ork őrjáratnak) a vezére. Fellázad, mert magának akarja az elfogott Frodó mithril páncélját, a Sagrat nevű ork megöli.
- Grisnák – A Gyűrűháborúk idején annak a mordori ork-különítménynek a vezére, akik részt vettek Boromir megölésében és két hobbit elfogásában. Egy rohír lovas lándzsája döfte le a Fangorn-erdő szélén
- Lagduf – Cirith Ungol tornyának egyik Sagrat alatt szolgáló orkja, Gorbag íjászai társával, Muzgassal együtt lenyilazzák, amikor erősítéskérés céljából megpróbálnak kiszaladni az erőd kapuján
- Lugdús – Uglúk különítményének egyik tagja volt, így a Fangorn melletti csatában a rohírok vele is végeztek
- Mauhúr – Szarumán uruk-hai orkjai egy osztagának vezére, akik sikertelenül próbálták Uglúk csapatát megsegíteni a rohírok ellen, mind meghaltak a Fangorn melletti csatában
- Muzgas – Cirith Ungol tornyának egyik Sagrat alatt szolgáló orkja, Gorbag íjászai társával, Lagduffal együtt lenyilazzák, amikor megpróbálnak erősítéskérés céljából kiszaladni az erőd kapuján
- Sagrat – Cirith Ungol erődjének ork-vezére. Párviadalban megöli a lázadó Gorbagot. További sorsa ismeretlen.
- Ufthak – igen vén ork, aki a Banyapók áldozata lett, s az elevenen felfalta
- Uglúk – Szarumán uruk-hai orkjainak vezére, akik megölték a gondori Boromirt és foglyul ejtettek két hobbitot. A Fangorn melletti csata utolsóként elesett orkja, kard-párviadalban öli meg a rohír vezér, Éomer.

Peter Jackson filmadaptációjában még további, a könyvben nem szereplő orkokat is megneveznek:
- Gothmog – Minas Morgul hadnagya, aki a Minas Tirith elleni csatában Mordor seregeit vezeti. A film bővített változatában látjuk, hogy Aragorn és Gimli ölik meg. A könyvben is szerepel „Gothmog, Morgul hadnagya”, de ott nem egyértelmű, hogy ember, ork vagy valamilyen más faj képviselője.
- Lurtz – A Szarumán által létrehozott első uruk-hai, és a Gyűrű Szövetségét üldöző uruk-csapat vezére. Ő nyilazza le Boromirt. Aragorn öli meg egy hosszas párviadalban. Halála után Uglúk lesz a vezér.
- Sharku – Szarumán farkaslovasainak kapitánya.

## Lásd még
- Uruk-hai
- Orkok